# Strage di Rovetta
La strage di Rovetta si riferisce all'esecuzione sommaria, avvenuta nella notte tra il 27 e il 28 aprile 1945 a Rovetta (BG), di quarantatré militi fascisti appartenenti alla 1ª Divisione d'Assalto "M" della Legione Tagliamento, inquadrata nell'ambito della Guardia Nazionale Repubblicana della Repubblica Sociale Italiana.

## La resa
Dalla fine del mese di ottobre del 1943, la 1ª Divisione d'Assalto "M" Tagliamento venne trasferita nel bresciano, in particolare in Val Camonica, con il compito di difesa delle linee di comunicazione della Wehrmacht e di presidio dei cantieri dell'Organizzazione Todt, oltre a essere impiegata in operazioni dirette a contrastare le formazioni partigiane. Data la contiguità territoriale, la sua presenza si allargò anche alla bergamasca.
Il 26 aprile 1945 un gruppo di fascisti di presidio presso la località Cantoniera della Presolana, comandati dal sottotenente Roberto Panzanelli, venuti a conoscenza della resa nazifascista attraverso alcune comunicazioni radiofoniche, decisero di abbandonare il presidio per raggiungere Bergamo. Si incamminarono, quindi, armati lungo la valle, preceduti da una bandiera bianca portata da Alessandro Franceschetti, l'albergatore presso il quale i militari erano alloggiati al Passo della Presolana, e, giunti a Rovetta, decisero di deporre le armi e di consegnarsi al locale Comitato di Liberazione Nazionale. Qui, il loro ufficiale prese accordi con i rappresentanti del CLN locale per ricevere tutte le garanzie quali prigionieri di guerra. In tale occasione, il loro ufficiale, Sottotenente Panzanelli, fece sottoscrivere e sottoscrisse un documento a tutela dei prigionieri a firma sua, del parroco Don Bravi membro del CLN locale, del Maggiore Pacifico e altri.
Questo comitato CLN si era autoproclamato tale, non aveva poteri effettivi e le sue garanzie non avevano alcun valore, cosa che il Panzanelli non sapeva. I militi, lasciate le armi, vennero trasferiti nei locali delle scuole elementari del paese in attesa di essere consegnati alle autorità del Regno del Sud o agli eserciti regolari degli Alleati.

## La fucilazione
Il 28 aprile arrivò in paese un gruppo di partigiani composto da appartenenti alla 53ª brigata Garibaldi Tredici Martiri, alla Brigata Camozzi e alle Fiamme Verdi, che prelevarono i fascisti dalla scuola e li scortarono presso il cimitero del paese. Durante lo spostamento verso il cimitero uno dei prigionieri, Fernando Caciolo (1929-2021), riuscì a fuggire per poi nascondersi e trovare rifugio nella casa di don Bravi, dove trovò riparo per tre mesi prima di fare ritorno ad Anagni, suo paese d'origine. Il Panzanelli tentò di far valere lo scritto in suo possesso con le garanzie sottoscritte, ma il foglio con le firme gli fu strappato di mano e calpestato. Giunti presso il cimitero, vennero organizzati due plotoni d'esecuzione e quarantatré dei prigionieri, di età compresa tra i quindici e i ventidue anni, vennero fucilati.
Tre di loro furono risparmiati per la loro giovane età. Uno dei militari, il ventenne Giuseppe Mancini, prima di essere ucciso per ultimo, fu costretto ad assistere alla fucilazione di tutti i suoi commilitoni, in quanto i partigiani scoprirono essere figlio di Edvige Mussolini, sorella di Benito Mussolini.

### Elenco delle vittime
Dati tratti da:
- ANDRISANO Fernando, anni 22
- AVERSA Antonio, anni 19
- BALSAMO Vincenzo, anni 17
- BANCI Carlo, anni 15
- BETTINESCHI Fiorino, anni 18
- BULGARELLI Alfredo, anni 18
- CARSANIGA Bartolomeo Valerio, anni 21
- CAVAGNA Carlo, anni 19
- CRISTINI Fernando, anni 21
- DELL'ARMI Silvano, anni 16
- DILZENI Bruno, anni 20
- FERLAN Romano, anni 18
- FONTANA Antonio, anni 20
- FONTANA Vincenzo, anni 18
- FORESTI Giuseppe, anni 18
- FRAIA Bruno, anni 19
- GALLOZZI Ferruccio, anni 19
- GAROFALO Francesco, anni 19
- GERRA Giovanni, anni 18
- GIORGI Mario, anni 16
- GRIPPAUDO Balilla, anni 20
- LAGNA Franco, anni 17
- MARINO Enrico, anni 20
- MANCINI Giuseppe, anni 20
- MARTINELLI Giovanni, anni 20
- PANZANELLI Roberto, anni 22
- PENNACCHIO Stefano, anni 18
- PIELUCCI Mario, anni 17
- PIOVATICCI Guido, anni 17
- PIZZITUTTI Alfredo, anni 17
- PORCARELLI Alvaro, anni 20
- RAMPINI Vittorio, anni 19
- RANDI Giuseppe, anni 18
- RANDI Mario, anni 16
- RASI Sergio, anni 17
- SOLARI Ettore, anni 20
- TAFFORELLI Bruno, anni 21
- TERRANERA Italo, anni 19
- UCCELLINI Pietro, anni 19
- UMENA Luigi, anni 20
- VILLA Carlo, anni 19
- ZARELLI Aldo, anni 21
- ZOLLI Franco, anni 16

## Le responsabilità della strage
La responsabilità del massacro è attribuita a Paolo Poduje, detto il Moicano, che, in qualità di agente del SOE (un corpo speciale segreto britannico), diede ordine di prelevare i militi dalla scuola di Rovetta e, una volta giunti nei pressi del cimitero, di procedere con la fucilazione. L'identità del Moicano è restata ignota per molti decenni. Dalle testimonianze raccolte e dagli atti del processo che seguì ai fatti, si evince che venne paracadutato nella zona del Pizzo Formico ai primi di aprile del 1945, con il grado di capitano Intelligence inglese ai comandi di Manfred Czernin, per prendere poi contatti con le formazioni partigiane della zona, in particolare con la Camozzi (Giustizia e Libertà). A conferma della tesi che imputa a Paolo Poduje la responsabilità dell'esecuzione sommaria che avvenne a Rovetta, agli inizi del XXI secolo Moicano ammise di aver ordinato la fucilazione dei militi della Repubblica Sociale.

## Il processo
La procura della Repubblica presso il tribunale di Bergamo aprì nel 1946 un procedimento penale, che si concluse nel 1951 con una sentenza che stabilì di non dover procedere contro gli imputati, definendo questa esecuzione sommaria non un crimine, ma un atto equiparabile, in virtù del Decreto legislativo luogotenenziale 12 aprile 1945, n. 194, a un'azione di guerra, considerato che, ufficialmente, l'occupazione nel territorio bergamasco cessò il 1º maggio 1945.